# Elimination Chamber (2012)
Cet article concerne l'édition 2012 du pay-per-view Elimination Chamber. Pour toutes les autres éditions, voir Elimination Chamber.
L'édition 2012 de Elimination Chamber est une manifestation de catch professionnel télédiffusée et visible uniquement en paiement à la séance. L'événement, produit par la WWE, il s'est déroulé le 19 février 2012 dans le Bradley Center à Milwaukee, en Wisconsin, aux États-Unis. Il s'agit de la troisième édition de Elimination Chamber , pay-per-view annuel qui, comme son nom l'indique, propose des Elimination Chamber match pour les rencontres à enjeux.
Quatre matchs, dont trois mettant en jeu les titres de la fédération, ont été programmés. Chacun d'entre eux est déterminé par des storylines rédigées par les scénaristes de la WWE ; soit par des rivalités survenues avant le pay-per-view, soit par des matchs de qualification en cas de rencontre pour un championnat. L'événement a mis en vedette les catcheurs des divisions Raw et SmackDown, créées en 2002 lors de la séparation du personnel de la WWE en deux promotions distinctes.

## Contexte
Les spectacles de la WWE en paiement à la séance sont constitués de matchs aux résultats prédéterminés par les scénaristes de la WWE. Ces rencontres sont justifiées par des storylines — une rivalité avec un catcheur, la plupart du temps — ou par des qualifications survenues dans les émissions de la WWE telles que Raw SuperShow, SmackDown et Superstars. Tous les catcheurs possèdent un gimmick, c'est-à-dire qu'ils incarnent un personnage gentil ou méchant, qui évolue au fil des rencontres. Un pay-per-view comme Elimination Chamber est donc un événement tournant pour les différentes storylines en cours.

### Raw Elimination Chamber match
Le 30 janvier à Raw, John Laurinaitis annonce les six catcheurs qui participeront à l'Elimination Chamber match de la division Raw. Celui-ci comprend le champion de la WWE CM Punk, Chris Jericho, Dolph Ziggler, Kofi Kingston, The Miz et R-Truth. À Raw, le 6 février, Chris Jericho gagne un Six-Pack Challenge contre ses futurs adversaires à Elimination Chamber et gagne le droit d'entrer dernier dans le match.

### SmackDown Elimination Chamber match
Le 3 février à SmackDown, Theodore Long annonce les six catcheurs qui participeront à l'Elimination Chamber match de la division SmackDown. Celui-ci comprend le champion du monde poids lourds Daniel Bryan, Cody Rhodes, Wade Barrett, Randy Orton, Big Show et The Great Khali, qui remplace Mark Henry à la suite de la suspension de ce dernier. Le 17 février à SmackDown, on apprend finalement que Randy Orton ne pourra pas participer à ce match (Orton a eu une commotion après avoir été attaqué avec le titre du monde poids lourds par le champion Daniel Bryan). Theodore Long, manager général de SmackDown, annonce une bataille royale pour désigner son remplaçant (elle comprend beaucoup de catcheurs de Raw, SmackDown et NXT). Le match est finalement remporté par Santino Marella, qui gagne donc le droit de participer à l'Elimination Chamber match de SmackDown.

### John Cena contre Kane
Depuis le retour de Kane lors des Slammy Awards le 12 décembre 2011, ce dernier s'en est pris à John Cena, l'accusant de mentir au public (Cena dit qu'il se fout des huées du public et que sa loyauté envers ses fans ne changera pas, ce que Kane n'apprécie pas et veut que Cena se retourne contre le public en "embrassant" la haine). Dès lors, Kane s'en prendra successivement à Cena et Zack Ryder qui est un ami de Cena, jusqu'à ce qu'un match soit organisé entre les deux au Royal Rumble 2012, match qui se termine en double décompte à l'extérieur quand Kane se dirige vers les coulisses pour s'en prendre à Zack Ryder et que Cena le suit pour l'en empêcher. Le 6 février à Raw, John Laurinaitis suggère à Triple H que Kane et John Cena devraient s'affronter dans un Ambulance match à Elimination Chamber (match sans tombé, soumission, disqualification et sans décompte extérieur où il faut enfermer son adversaire dans une ambulance pour gagner) et ce dernier accepta la suggestion de John Laurinaitis dans la foulée.

### Beth Phoenix contre Tamina Snuka
Depuis Hell in a Cell et sa victoire face à Kelly Kelly, Beth Phoenix se rétorque de n'avoir aucune adversaire à sa taille mais depuis le début de l'année, Tamina commença à se mettre devant sa route, la battant dans des matchs ou en l’empêchant de détruire ses adversaires, jusqu'à ce qu'un match soit organisé entre les deux à Elimination Chamber pour le titre des Divas.

## Tableau des matchs
| #                                                                | Match                                                                                         | Stipulation                                                                    | Durée |
| ---------------------------------------------------------------- | --------------------------------------------------------------------------------------------- | ------------------------------------------------------------------------------ | ----- |
| Dark                                                             | Alex Riley bat Hunico                                                                         | Match simple                                                                   | 4:26  |
| 1                                                                | CM Punk (c) bat Kofi Kingston, Chris Jericho, Dolph Ziggler, The Miz, et R-Truth.             | Elimination Chamber match pour le championnat de la WWE.                       | 32:39 |
| 2                                                                | Beth Phoenix (c) bat Tamina Snuka.                                                            | Match simple pour le championnat des divas de la WWE.                          | 7:19  |
| 3                                                                | Daniel Bryan (c) bat Big Show, Cody Rhodes, Wade Barrett, The Great Khali et Santino Marella. | Elimination Chamber match pour le championnat du monde poids lourds de la WWE. | 34:04 |
| 4                                                                | Jack Swagger (c) bat Justin Gabriel.                                                          | Match simple pour le championnat des États-Unis de la WWE.                     | 3:48  |
| 5                                                                | John Cena bat Kane.                                                                           | Ambulance match.                                                               | 21:21 |
| (c) désigne le(s) champion(s) défendant son titre dans le match. |                                                                                               |                                                                                |       |

## Détails des Elimination Chamber matchs

### Pour le championnat de la WWE
| Élimination # | Catcheur      | Entrée | Éliminé par   | Manière                        | Temps |
| ------------- | ------------- | ------ | ------------- | ------------------------------ | ----- |
| 1             | R-Truth       | 4      | CM Punk       | Diving Elbow Drop              | 11:38 |
| 2             | Dolph Ziggler | 3      | Chris Jericho | Codebreaker                    | 21:15 |
| 3             | Kofi Kingston | 1      | Chris Jericho | Walls Of Jericho               | 26:58 |
| 4             | Chris Jericho | 6      | Personne      | Chute à l'extérieur de la cage | 28:09 |
| 5             | The Miz       | 5      | CM Punk       | Go To Sleep                    | 32:39 |
| Vainqueur     | CM Punk       | 2      |               |                                | 32:39 |

Lors du Raw du 6 février, Chris Jericho remporte un Six-Pack Challenge comprenant tous les participants de ce match et gagne le droit de rentrer en dernier dans le match.

### Pour le championnat du monde poids lourds
| Élimination # | Catcheur        | Entrée | Éliminé par     | Manière                      | Temps |
| ------------- | --------------- | ------ | --------------- | ---------------------------- | ----- |
| 1             | The Great Khali | 5      | Big Show        | Spear                        | 19:25 |
| 2             | Big Show        | 2      | Cody Rhodes     | Diving Elbow Drop de Barrett | 24:37 |
| 3             | Cody Rhodes     | 3      | Santino Marella | Roll-Up                      | 25:00 |
| 4             | Wade Barrett    | 1      | Santino Marella | Diving Headbutt de Bryan     | 30:37 |
| 5             | Santino Marella | 4      | Daniel Bryan    | LeBell Lock                  | 34:04 |
| Vainqueur     | Daniel Bryan    | 6      |                 |                              | 34:04 |

Mark Henry était à l'origine dans l'élimination Chamber, mais il fut remplacé par The Great Khali, de même que Randy Orton, remplacé par Santino Marella.